# Halen (België)
Halen is een stad in de provincie Limburg in België. De stad telt ruim 9000 inwoners en behoort tot het gerechtelijk kanton Hasselt 2 en het kieskanton Herk-de-Stad.
Halen heeft, naast de kern en hoofdplaats Halen, nog twee deelgemeenten: Loksbergen en Zelem. Ook Zelk is een kerkdorp van Halen.

## Toponymie
Halen werd voor het eerst vermeld in 741 als Halon. De naam zou komen van Hal, een grote overdekte ruimte. Ook wordt geopperd dat het Germaanse Halhum, bocht in het hoogland, ten grondslag ligt aan de naam. De huidige benaming werd al in het midden van de dertiende eeuw gebruikt. In de zeventiende eeuw werd voor het eerst de schrijfwijze met ae gebruikt naar analogie van de toenmalige spelling van het woord halen. Het gemeentebestuur bleef de oorspronkelijke benaming gebruiken. Vanaf het jaar XIV van de Franse republikeinse kalender, in september 1805, werd de schrijfwijze Haelen ingevoerd. In 1865 werd de officiële benaming terug gewijzigd naar de originele benaming. Vanaf 1 januari 1866 werd opnieuw Halen gebruikt in de officiële stukken.

## Geschiedenis
In 741 werd Halen door Robrecht van Haspengouw geschonken aan de Abdij van Sint-Truiden maar vanaf 1189 behoorde Halen tot het hertogdom Brabant. In 1206 werd door hertog Hendrik I van Brabant de stedelijke vrijheid aan Halen geschonken. Het werd wellicht tussen 1206 en 1229 hoofdplaats van een van de drie meierijen van de hoofdmeierij Tienen, dat toen een groot gebied omvatte, en wel onder meer de dorpen Wever, Attenrode, Meensel, Glabbeek, Webbekom, Geetbets, Winge, Kersbeek, Kortenaken en Vissenaken. Deze dorpen liggen tegenwoordig in Vlaams-Brabant.
Op de grens met Geetbets en Kortenaken werd in 1237 een vrouwenklooster gesticht, de Abdij van Mariënrode, die bestaan heeft tot in de Franse tijd (1796), toen de abdij werd opgeheven.
Tijdens de Middeleeuwen was Halen, vanwege de samenvloeiing van vele riviertjes aldaar, een overslagplaats waar de lading van de grotere binnenvaartschepen overgeladen werd op kleinere binnenvaartschepen die als bestemming Zoutleeuw, Tienen of Sint-Truiden hadden. De lakenhandel was vanaf de veertiende eeuw eveneens een belangrijke economische activiteit: Op de locatie van het huidige gemeentehuis stond in de Middeleeuwen de lakenhal. Ook de landbouw was vanwege de vruchtbare grond een belangrijke economische factor.
De verdediging van Halen bestond uit een slotgracht met mogelijk een aarden wel. De stad had drie poorten: de Diesterpoort, de Luikerpoort en de Koepoort. In 1385 werd de stad omwald. Of er toen al een muur was is niet duidelijk.
De ruitvormige ringmuur, opgetrokken in ijzerzandsteen werd waarschijnlijk pas in de vijftiende eeuw voor het eerst gebouwd. Ze had twee poorten: de Diester Poort in het westen en de Luikerpoort in het oosten. Daarnaast was er nog de Koepoort of Kempische Poort. Zowel in 1567 als 1572 vonden verwoestingen plaats, respectievelijk door Hollandse en Spaanse troepen. Het duurde tot 1706 voordat de versterkingen weer werden hersteld, en van 1769-1780 werden ook de twee stadspoorten weer opgebouwd. In 1798 werd Halen toegevoegd aan het departement Nedermaas, de latere provincie Limburg. In 1823 werden de omwallingen gesloopt om met de stenen een school te bouwen.
Tijdens de Eerste Wereldoorlog vond hier in 1914 de Slag der Zilveren Helmen plaats waarbij het Belgische leger een overwinning boekte op de Duitse cavalerie. In de gemeente bevindt zich een museum dat herinnert aan die slag. Ook is er de Belgische Militaire Begraafplaats en het Duits Kruis.
Halen is gelegen aan de doorgaande weg die van Diest naar Hasselt loopt. Dit heeft geleid tot de uitbating van enkele afspanningen. De landbouw was echter vanouds het belangrijkste bestaansmiddel. Tegenwoordig kent Halen ook enkele bedrijventerreinen (Halensbroek en Stadsbeemd) met kleine en middelgrote ondernemingen.

## Kernen
Halen bestaat naast het centrum uit het kerkdorp Zelk. Loksbergen sinds 1965 en Zelem sinds de gemeentefusie van 1977 zijn deelgemeenten.

### Deelgemeenten
| # | Naam       | Opp. (km²) | Inwoners (2020) | Inwoners per km² | NIS-code |
| - | ---------- | ---------- | --------------- | ---------------- | -------- |
| 1 | Halen      | 22,21      | 5.173           | 233              | 71020A   |
| 2 | Loksbergen | 3,92       | 1.380           | 352              | 71020A1  |
| 3 | Zelem      | 10,46      | 2.932           | 280              | 71020B   |

### Aangrenzende gemeenten
Lummen, Herk-de-Stad, Geetbets, Kortenaken, Bekkevoort en Diest

## Demografie

### Demografische evolutie voor de fusie
- Bron:NIS - Opm:1831 t/m 1970=volkstellingen op 31 december
- 1866*: Afsplitsing van Loksbergen in 1866

### Demografische ontwikkeling van de fusiegemeente
Alle historische gegevens hebben betrekking op de huidige gemeente, inclusief deelgemeenten, zoals ontstaan na de fusie van 1 januari 1977.
- Bronnen:NIS, Opm:1806 tot en met 1981=volkstellingen; 1990 en later= inwonertal op 1 januari

| Inwoners van jaar tot jaar op 1 januari 1992 tot heden | Inwoners van jaar tot jaar op 1 januari 1992 tot heden | Inwoners van jaar tot jaar op 1 januari 1992 tot heden |
| jaar                                                   | Aantal                                                 | Evolutie: 1992=index 100                               |
| ------------------------------------------------------ | ------------------------------------------------------ | ------------------------------------------------------ |
| 1992                                                   | 7.765                                                  | 100,0                                                  |
| 1993                                                   | 7.866                                                  | 101,3                                                  |
| 1994                                                   | 7.933                                                  | 102,2                                                  |
| 1995                                                   | 7.979                                                  | 102,8                                                  |
| 1996                                                   | 8.005                                                  | 103,1                                                  |
| 1997                                                   | 8.001                                                  | 103,0                                                  |
| 1998                                                   | 8.090                                                  | 104,2                                                  |
| 1999                                                   | 8.122                                                  | 104,6                                                  |
| 2000                                                   | 8.216                                                  | 105,8                                                  |
| 2001                                                   | 8.290                                                  | 106,8                                                  |
| 2002                                                   | 8.320                                                  | 107,1                                                  |
| 2003                                                   | 8.397                                                  | 108,1                                                  |
| 2004                                                   | 8.407                                                  | 108,3                                                  |
| 2005                                                   | 8.513                                                  | 109,6                                                  |
| 2006                                                   | 8.624                                                  | 111,1                                                  |
| 2007                                                   | 8.678                                                  | 111,8                                                  |
| 2008                                                   | 8.820                                                  | 113,6                                                  |
| 2009                                                   | 9.015                                                  | 116,1                                                  |
| 2010                                                   | 9.136                                                  | 117,7                                                  |
| 2011                                                   | 9.242                                                  | 119,0                                                  |
| 2012                                                   | 9.352                                                  | 120,4                                                  |
| 2013                                                   | 9.422                                                  | 121,3                                                  |
| 2014                                                   | 9.480                                                  | 122,1                                                  |
| 2015                                                   | 9.546                                                  | 122,9                                                  |
| 2016                                                   | 9.566                                                  | 123,2                                                  |
| 2017                                                   | 9.511                                                  | 122,5                                                  |
| 2018                                                   | 9.461                                                  | 121,8                                                  |
| 2019                                                   | 9.427                                                  | 121,4                                                  |
| 2020                                                   | 9.485                                                  | 122,2                                                  |
| 2021                                                   | 9.360                                                  | 120,5                                                  |
| 2022                                                   | 9.475                                                  | 122,0                                                  |
| 2023                                                   | 9.557                                                  | 123,1                                                  |
| 2024                                                   | 9.545                                                  | 122,9                                                  |
| 2025                                                   | 9.490                                                  | 122,2                                                  |

## Politiek

### Structuur
De gemeente Halen ligt in het kieskanton Herk-de-Stad en het provinciedistrict Sint-Truiden, het kiesarrondissement Hasselt-Tongeren-Maaseik (identiek aan de kieskring Limburg).
| Halen            | Halen            | Supranationaal         | Nationaal                         | Nationaal          | Gemeenschap       | Gewest            | Provincie         | Arrondissement           | Provinciedistrict | Kanton          | Gemeente        |
| ---------------- | ---------------- | ---------------------- | --------------------------------- | ------------------ | ----------------- | ----------------- | ----------------- | ------------------------ | ----------------- | --------------- | --------------- |
| Administratief   | Niveau           | Europese Unie          | België                            | België             | Vlaanderen        | Vlaanderen        | Limburg           | Hasselt                  | Hasselt           | Hasselt         | Halen           |
| Administratief   | Bestuur          | Europese Commissie     | Belgische regering                | Belgische regering | Vlaamse regering  | Vlaamse regering  | Deputatie         | Deputatie                | Deputatie         | Deputatie       | Gemeentebestuur |
| Administratief   | Raad             | Europees Parlement     | Kamer van volksvertegenwoordigers | Vlaams Parlement   | Vlaams Parlement  | Vlaams Parlement  | Provincieraad     | Provincieraad            | Provincieraad     | Provincieraad   | Gemeenteraad    |
| Kiesomschrijving | Kiesomschrijving | Nederlands Kiescollege | Kieskring Limburg                 | Kieskring Limburg  | Kieskring Limburg | Kieskring Limburg | Kieskring Limburg | Hasselt-Tongeren-Maaseik | Sint-Truiden      | Herk-de-Stad    | Halen           |
| Verkiezing       | Verkiezing       | Europese               | Federale                          | Federale           | Vlaamse           | Vlaamse           | Provincieraads-   | Provincieraads-          | Provincieraads-   | Provincieraads- | Gemeenteraads-  |

### (Voormalige) Burgemeesters
Burgemeesters van Halen sinds het begin van de 15e eeuw:
| Periode | Periode     | Burgemeester            |
| ------- | ----------- | ----------------------- |
|         | 1403 - 1417 | Librecht Zanden         |
|         | 1417 - 1420 | Hendrik Kuninckx        |
|         | 1420 - 1423 | Goswijns Van Selke      |
|         | 1423 - 1431 | Jan Van Nederheem       |
|         | 1431 - 1435 | Laurens Van Menselen    |
|         | 1435 - 1451 | Willem de Cliver        |
|         | 1451 - 1459 | Jan Van Halle           |
|         | 1459 - 1491 | Jan Van Der Eycken      |
|         | 1461 - 1464 | Jan Van Den Hove        |
|         | 1464 - 1466 | Jan Van Der Eycken      |
|         | 1466 - 1473 | Jan Van Den Hove        |
|         | 1473 - 1476 | Niedaas Van den Venne   |
|         | 1477 - 1483 | Jan Van Lathem          |
|         | 1483 - 1489 | Philips de Zwane        |
|         | 1489 - 1494 | Hendrik Van Beringen    |
|         | 1494 - 1533 | Zeger Claes             |
|         | 1533 - 1539 | Christoffel Duhem       |
|         | 1539 - 1552 | Engelbert Van der Vorst |
|         | 1556 - 1577 | Jan Van Craywinkel      |
|         | 1583        | Jacob De Hont           |
|         | 1584 - 1624 | Joost Van der Vorst     |
|         | 1624 - 1626 | Jan Lamberti            |
|         | 1626 - 1644 | Cornelius De Bruyn      |
|         | 1644 - 1656 | Arnold de Longueville   |
|         | 1656 - 1676 | Jan Van Cannart         |

| Periode | Periode      | Burgemeester                      |
| ------- | ------------ | --------------------------------- |
|         | 1676 - 1686  | Jan-Frans Standarts               |
|         | 1686 - 1700  | Lambert Van Cannart               |
|         | 1700 - 1740  | Hendrik Richard                   |
|         | 1740 - 1751  | Melchior Frans Debruyn            |
|         | 1751 - 1788  | Sulpitius Paulus Severijns        |
|         | 1788 - 1805  | Guillaume Aerts                   |
|         | 1805 - 1830  | Marcel Michiels                   |
|         | 1830 - 1849  | Petrus Jacobus Jacobs             |
|         | 1850 - 1865  | Louis Michiels                    |
|         | 1866 - 1867  | Dionysus Vaes                     |
|         | 1867 - 1872  | Carolus Debruyn                   |
|         | 1872 - 1914  | Firmin Jacobs                     |
|         | 1914 - 1921  | Eugeen Cleeremans                 |
|         | 1921 - 1926  | Firmin Jacobs                     |
|         | 1926 - 1927  | Louis Gijsens                     |
|         | 1927         | Patrice Decoster                  |
|         | 1927 - 1964  | Etienne Jacobs (Kath. Unie / CVP) |
|         | 1965 - 1973  | Marcel Vanschoenbeek (Vertrouwen) |
|         | 1974 - 1981  | Eugeen Bastijns (CVB)             |
|         | 1981 - 1982  | Walter Somers (CVB)               |
|         | 1983 - 1987  | Willy Neven (CVP)                 |
|         | 1987 - 1994  | Gaston Gemis (CVP)                |
|         | 1995 - 2012  | Willy Neven (Inzet)               |
|         | 2013 - heden | Erik Van Roelen (CD&V)            |

### Resultaten gemeenteraadsverkiezingen sinds 1976
| Partij of kartel     | Partij of kartel                                | 10-10-1976 | 10-10-1976 | 10-10-1982 | 10-10-1982 | 9-10-1988 | 9-10-1988 | 9-10-1994 | 9-10-1994 | 8-10-2000 | 8-10-2000 | 8-10-2006 | 8-10-2006 | 14-10-2012 | 14-10-2012 | 14-10-2018 | 14-10-2018 | 13-10-2024 | 13-10-2024 |
| Stemmen / Zetels     | Stemmen / Zetels                                | %          | 19         | %          | 19         | %         | 19        | %         | 19        | %         | 19        | %         | 19        | %          | 21         | %          | 21         | %          | 21         |
| -------------------- | ----------------------------------------------- | ---------- | ---------- | ---------- | ---------- | --------- | --------- | --------- | --------- | --------- | --------- | --------- | --------- | ---------- | ---------- | ---------- | ---------- | ---------- | ---------- |
|                      | CVP1/ INZETA/ Inzet 2006B/ CD&V2/ CD&VplusC     | 29,911     | 6          | 39,251     | 9          | 39,071    | 9         | 48,33A    | 10        | 62,23A    | 13        | 58,54B    | 12        | 43,882     | 11         | 52,02      | 13         | 56,5C      | 14         |
|                      | PVV1/ INZETA/ Inzet 2006B/ Open Vld2/ CD&VplusC | -          |            | 6,871      | 0          | 9,671     | 1         | 48,33A    | 10        | 62,23A    | 13        | 58,54B    | 12        | 18,232     | 3          | 17,32      | 3          | 56,5C      | 14         |
|                      | NIEUW1/ VU2/ INZETA                             | 21,771     | 4          | 13,011     | 2          | 10,962    | 1         | 48,33A    | 10        | 62,23A    | 13        | -         |           | -          |            | -          |            | -          |            |
|                      | SP1/ D.N.A.D/ sp.a-Groen!3/ sp.a4/ Vooruit5     | 15,81      | 2          | 20,591     | 4          | 21,161    | 4         | 25,991    | 5         | 27,9D     | 5         | 30,193    | 6         | 15,684     | 3          | 11,14      | 1          | 9,75       | 1          |
|                      | CVB1/ D.N.A.D                                   | 32,521     | 7          | 20,281     | 4          | 19,141    | 4         | 22,921    | 4         | 27,9D     | 5         | -         |           | -          |            | -          |            | -          |            |
|                      | N-VA1                                           | -          |            | -          |            | -         |           | -         |           | -         |           | -         |           | 20,051     | 4          | 19,51      | 4          | 17,11      | 3          |
|                      | Vlaams Blok1/ Vlaams Belang2/ HVB3              | -          |            | -          |            | -         |           | -         |           | 8,871     | 1         | 11,282    | 1         | 2,163      | 0          | -          |            | 16,62      | 3          |
|                      | MBSVP                                           | -          |            | -          |            | -         |           | 2,77      | 0         | -         |           | -         |           | -          |            | -          |            | -          |            |
| Totaal stemmen       | Totaal stemmen                                  | 5411       | 5411       | 5799       | 5799       | 5870      | 5870      | 6033      | 6033      | 6312      | 6312      | 6321      | 6321      | 6524       | 6524       | 6905       | 6905       | 4769       | 4769       |
| Opkomst %            | Opkomst %                                       |            |            |            |            | 99,86     | 99,86     | 96,62     | 96,62     | 95,46     | 95,46     | 95,89     | 95,89     | 93,73      | 93,73      | 93,4       | 93,4       | 64,2       | 64,2       |
| Blanco en ongeldig % | Blanco en ongeldig %                            | 2,55       | 2,55       | 4,67       | 4,67       | 3,63      | 3,63      | 5,98      | 5,98      | 5,56      | 5,56      | 4,4       | 4,4       | 5,1        | 5,1        | 5,6        | 5,6        | 1,8        | 1,8        |

De zetels van de gevormde coalitie zijn vet weergegeven. De grootste partij staat in kleur.

#### Legislatuur 1995 - 2000
CVP, VLD en Volksunie trokken in kartel naar de kiezer onder de naam 'INZET'.

#### Legislatuur 2001 - 2006
De SP en Christelijke Volksbelangen (CVB) trokken in kartel naar de kiezer onder de naam 'De Nieuwe Aanpak' (DNA). Ook het kartel van CVP, VLD en Volksunie onder de naam INZET werd verder gezet.

#### Legislatuur 2007 - 2012
De sp.a en Groen! trokken in kartel naar de kiezer. Ook het kartel INZET (CD&V-VLD) werd verder gezet.

#### Legislatuur 2013 - 2018
Het kartel INZET viel uit elkaar. CD&V en Open VLD kwamen apart naar de kiezer. N-VA kwam voor het eerst op. CD&V behaalde de absolute meerderheid, maar besloot een coalitie te sluiten met de sp.a.

#### Legislatuur 2019 - 2024
CD&V versterkte zijn absolute meerderheid met twee extra zetels ten koste van de sp.a.

#### Legislatuur 2024 - 2030
CD&V Plus versterkte opnieuw zijn absolute meerderheid met een zetel en beschikte over 14 van de 21 zetels in de gemeenteraad.

## Bezienswaardigheden
- De Sint-Pietersbandenkerk
- De Van Helmontmolen

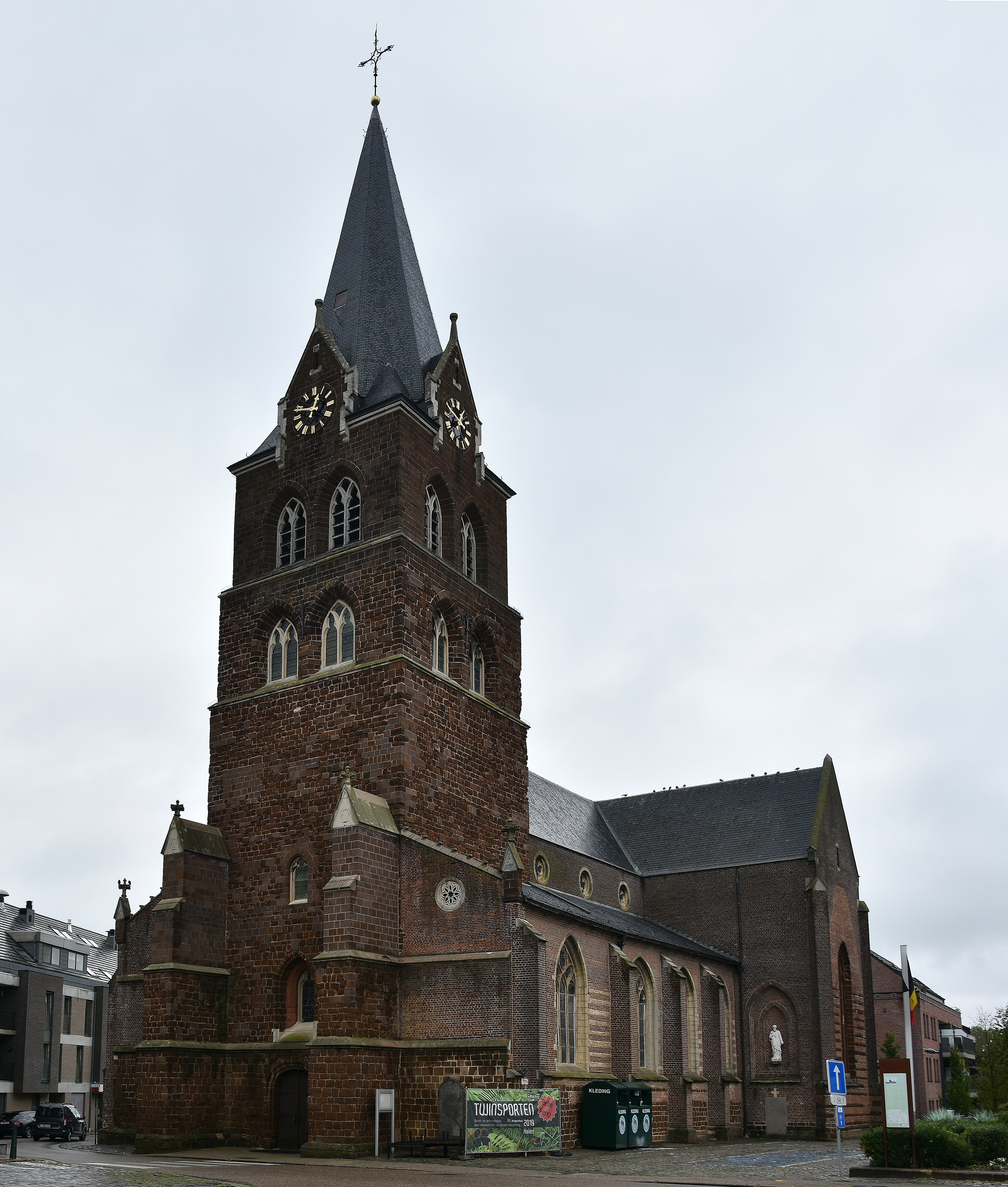
De Sint-Pietersbandenkerk van Halen

- Overblijfselen van de Abdij van Mariënrode in Rotem
- De Rotemse Molen
- De Markt, een goed bewaard rechthoekig marktplein met enkele monumentale panden
- De kern Zelk met enkele monumenten, zie aldaar
- De wijk Rotem met enkele monumenten en een museum over de slag der Zilveren Helmen, zie aldaar
- Belgische militaire begraafplaats van Halen
- Vroegere pannenfabriek De Panoven in Loksbergen.
- Gekandelaarde winterlinde als kruispunt- en kapelboom.

## Galerij

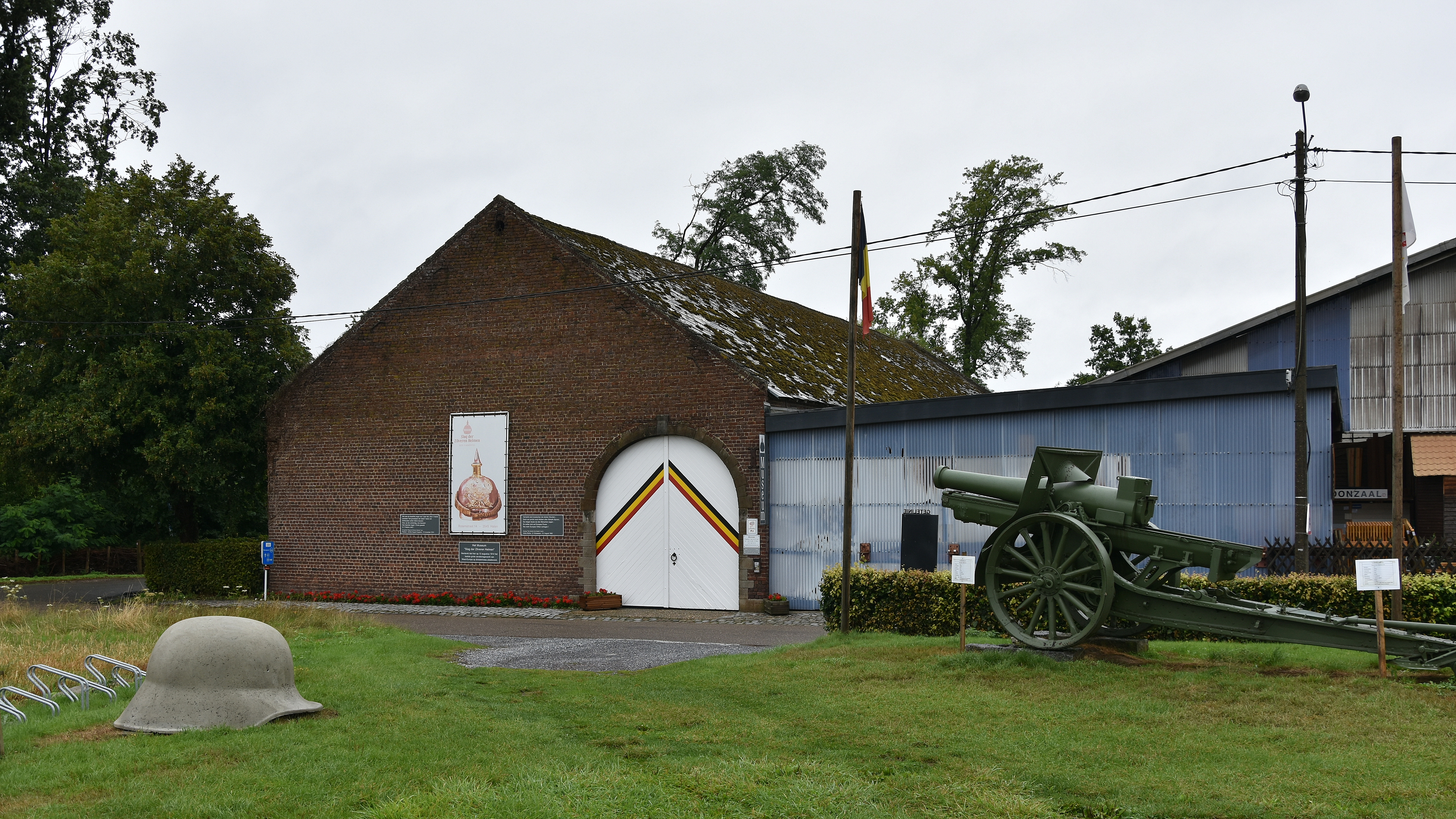
Het museum
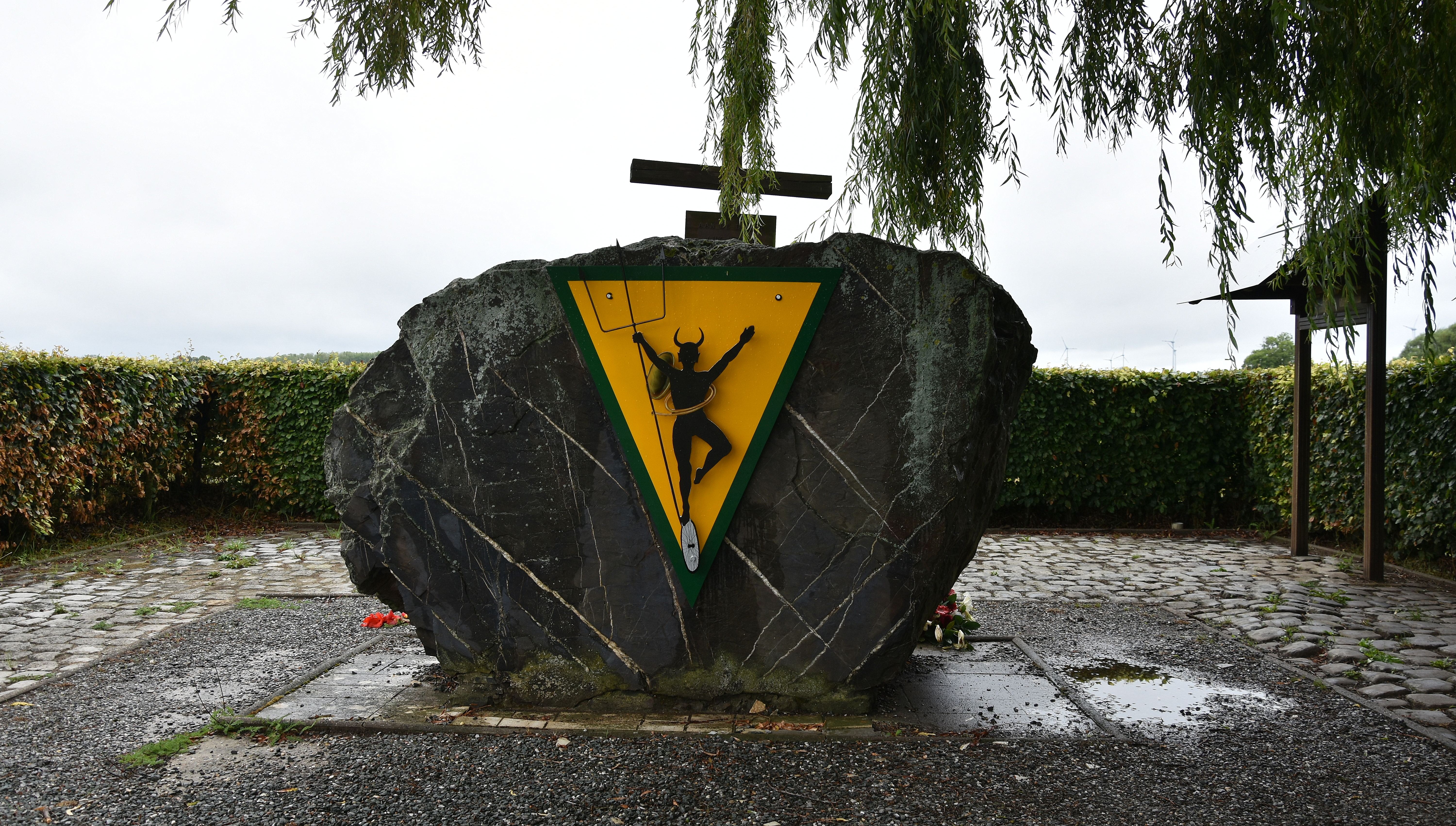
Gedenkmonument Cyclisten
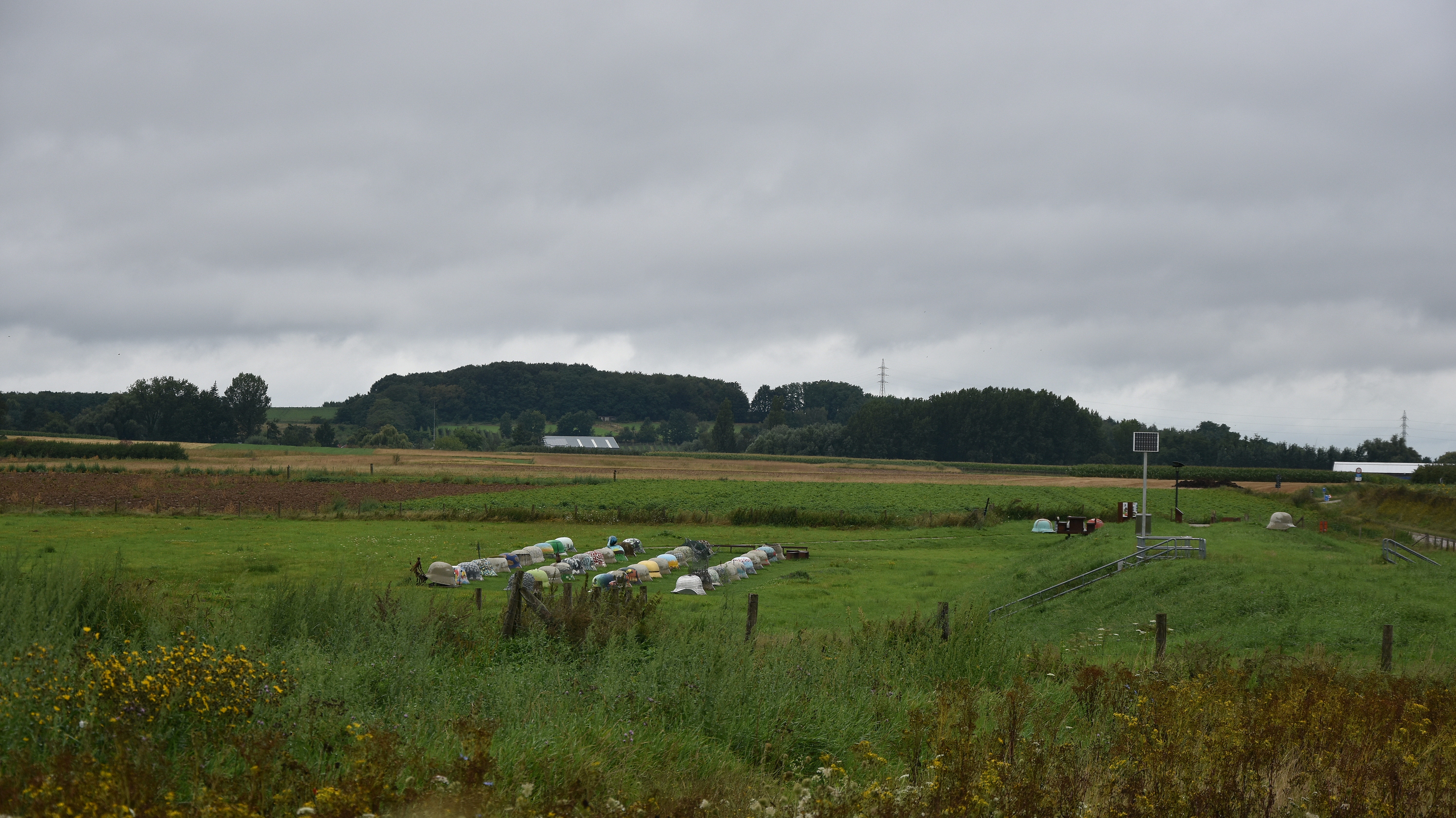
Helmenpark Halen

## Natuur en landschap
Halen ligt op de grens van Haspengouw en Hageland. De gemeente ligt aan de Velpe en de samenvloeiing van de Demer en de Gete. De Velpe mondt in Zelk in de Demer. Iets voor de monding van de Gete komt de Herk uit in de Gete. Ook de (gekanaliseerde) Melsterbeek komt op de grens met Donk ter hoogte van Halen in de Gete.
Noordoostelijk en zuidwestelijk gericht loopt een reeks getuigenheuvels, waaronder Blokkenberg, Kluisberg, Mettenberg, Molenberg, Bokkenberg. Deze bereiken hoogten tot 80 meter en bevatten ijzerzandsteen, dat als bouwmateriaal werd gewonnen.
In het landschap komen meerdere holle wegen voor.

## Sport
Volleybalclub Schuvoc Halen ontstond in 2002 uit een fusie tussen Schuvoc Herk-de-Stad en Halen VC. Het speelde van 2002-03 tot 2012-13 in de ereklasse of later Liga A van het volleybal. De club speelde ook enkele keren Europees in de CEV Cup. Daarvoor moest het wel uitwijken naar de sporthal van Lummen. In 2007 veranderde de club haar naam in Aquacare Halen. In 2012 veranderde de clubnaam in Soleco Herk-de-Stad en vanaf het seizoen 2012-13 speelde de club in de nieuwe sporthal van Herk-de-Stad. Na dit seizoen hield de club in 2013 op te bestaan.
Zaalvoetbalclub SD Halen promoveerde in 2011 naar de hoogste klasse van de BZVB. In het seizoen 2011-2012 haalde de club de play-offs en won het de Beker van België. In het volgende seizoen 2012-13 verhuisde de club naar Hasselt, waar het actief werd onder de naam SD Gelko Hasselt.
Voetbalclub KFC Moedige Duivels Halen is aangesloten bij de KBVB en speelde in haar bestaan vijf seizoenen in de nationale reeksen.

## Bekende inwoners
Bekende personen die geboren of woonachtig zijn of waren in Halen of een andere significante band met de gemeente hebben: 
- Willy Polleunis (1947), atleet
- Norbert Nozy (1952), dirigent, muziekpedagoog en saxofonist
- Leon Schots (1952), atleet
- Philip Dickmans (1963), bisschop
- Bjorn Ruytinx (1980), voetballer
- Matthias Geerts (1991) , jetskiër
- Jelle Rykx (1992), voetballer
- Dylan Teuns (1992), wielrenner

## Partnersteden
- Pasewalk (Duitsland)